# Tasa sobre las transacciones financieras
Una tasa sobre las transacciones financieras es un impuesto aplicado a un tipo específico de transacciones monetarias para un propósito particular. El concepto ha sido comúnmente asociado con el sector financiero. No suele considerarse dentro de este tipo de tasas a aquellas referidas a los impuestos al consumo pagados por los consumidores.
Una tasa sobre las transacciones no es un impuesto sobre una institución financiera per se. Al contrario, se carga solo sobre la específica transacción designada como imponible. De modo que si una institución nunca lleva a cabo este tipo de transacción, nunca estará sujeta a este tipo impositivo. Más allá, si una institución lleva a cabo solo ese tipo de transacción, entonces solo pagará impuestos por ese tipo de transacción. Así, este impuesto no es ni una tasa a la actividad financiera ni un "impuesto bancario"," por ejemplo. Esta clarificación es relevante en relación con el debate sobre el uso de una tasa sobre las transacciones financieras como herramienta para desincentivar la especulación excesiva sin desincentivar cualquier otra actividad (tal y como John Maynard Keynes originalmente previó en 1936).

## Historia del concepto

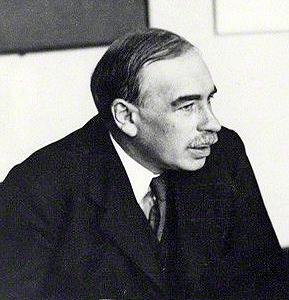
John Maynard Keynes (1933) vislumbró la posibilidad de una tasa sobre las transacciones financieras en 1936.

El año 1694 vio una primera implementación de tasa sobre las transacciones financieras, materializada en la forma de un impuesto de sello de la Bolsa de Londres. El impuesto era pagadero por el comprador de acciones en la forma del sello oficial que debía acompañar al documento legal necesario para formalizar la compra. Se trata de la forma más antigua de este tipo de tasa que existe en el Reino Unido.
En 1936, en el despuntar de la Gran Depresión, John Maynard Keynes abogó por un uso más amplio de las tasas sobre las transacciones financieras. El economista inglés propuso la imposición de una pequeña tasa sobre las transacciones que se llevaran a cabo en Wall Street, en Estados Unidos, donde según argumentó la excesiva especulación realizada por traders financieros sin información aumentaba la volatilidad.
En 1972, el Sistema de Bretton Woods destinado a estabilizar las divisas llegó a su final. En ese contexto, James Tobin, influido por el trabajo de Keynes, sugirió una más específica tasa sobre las transacciones de divisas destinada a estabilizar las divisas en una amplia escala global. En diciembre de 1994, la crisis económica de México de 1994 dañó gravemente su divisa. En ese contexto, Paul Bernd Spahn reexaminó la Tasa Tobin, oponiéndose a su forma original y proponiendo a cambio su propia versión en 1995.
En el contexto de la crisis económica de 2008-2012, muchos economistas, gobiernos y organizaciones de todo el mundo han reexaminado, o se les ha solicitado que reexaminaran, el concepto de tasa sobre las transacciones financieras en alguna de sus formas. Como resultado, diferentes tipos de tasas sobre las transacciones financieras han sido propuestas, como la tasa europea a las transacciones financieras, que entró en vigor en su versión nacional en Francia el 1 de agosto de 2012.

## Objetivo
Aunque cada propuesta de una tasa sobre las transacciones financieras (TTF) tiene su propio objetivo específico, existen varios objetivos generales que son comunes a la mayoría de ellas. A continuación se recogen algunos de los más frecuentes. Debe tenerse en cuenta que el objetivo declarado de una TTF puede, o no, ser logrado.
Freno a la volatilidad de los mercados financieros
En 1936, cuando Keynes propuso por primera vez una tasa sobre las transacciones financieras, escribió: "los especuladores pueden no causar el daño provocado una burbuja en la corriente continua de una empresa. Pero la situación es grave cuando la empresa convierte la burbuja en un remolino de especulación". Rescatar a una empresa de convertir "la burbuja en un remolino de especulación" fue también el objetivo declarado de la Tasa Tobin propuesta por el economista James Tobin en 1972, y es un tema común en muchos otros tipos de tasa sobre las transacciones financieras.
Recaudación fiscal más justa y equitativa
Otro tema común es el objetivo perseguido de crear un sistema de recaudación fiscal más justo y equitativo. Este aspecto se encuentra presente cuando el objetivo del impuesto es tasar al sector financiero. En el contexto de la crisis financiera de 2007-2010, la utilización de una tasa de estas características fue planteada repetidamente en numerosos foros internacionales. En respuesta a una demanda de las naciones del G20, el Fondo Monetario Internacional emitió un informe titulado "Una Contribución Justa y Sustancial del Sector Financiero" en referencia a la tasa a las transacciones financieras como una de las posibles opciones.
De acuerdo a diferentes voces, el aspecto de "justicia redistributiva" de una tasa a las transacciones financieras ha eclipsado, y/o reemplazado, la "prevención de la volatilidad" como el objetivo más importante de este impuesto. Fraser Reilly-King, de Halifax Initiative, es uno de ellos. Él opina que una TTF no se habría respondido a las causas profundas de la burbuja inmobiliaria de EE. UU. que, en parte, originó la crisis económica de 2008-2012. No obstante, ve una TTF como importante, en la medida que podría equilibrar la imposición de todos los ámbitos de una economía de modo más equitativo.
Menos susceptible a la evasión fiscal que otras alternativas
De acuerdo a algunos economistas, una tasa sobre las transacciones financieras es menos susceptible de evasión fiscal que otros tipos de impuestos propuestos por el sector financiero. El 5 de octubre de 2009, Joseph Stiglitz se expresó sobre esta "viabilidad técnica" de la tasa. Aunque Tobin había dicho que su propia idea de tasa era inviable en la práctica, Joseph Stiglitz, antiguo vicepresidente y economista jefe del Banco Mundial, afirmó que la tecnología moderna hace que ese no sea el caso. Según Stiglitz, la tasa "es mucho más viable hoy" que hace varias décadas, cuando Tobin se retractó. Fraser Reilly-King también señala que "el asunto clave" y la ventaja de una TTF es su habilidad funcional superior para evitar la evasión fiscal en el sector financiero. El economista Rodney Schmidt, investigador principal de The North-South Institute, también se muestra de acuerdo en que una tasa sobre las transacciones financieras es más viable técnicamente que la "tasa bancaria" propuesta por el FMI el 16 de abril de 2010.
La "viabilidad técnica" no es tanto una razón para implementar la tasa como una razón para que los gobiernos seleccionen este tipo de impuesto frente a otros tipos de impuesto si pretenden tasar al sector financiero.

## Tipos de tasas sobre las transacciones financieras
Existen diferentes tipos de tasas sobre las transacciones financieras. Cada una de ellas tiene su propio objetivo. Algunas pueden ser implementadas, mientras que otras son solo propuestas. Diferentes conceptos pueden encontrarse en diferentes organizaciones o regiones del mundo. Algunas son domésticas, utilizables solo dentro de un mismo país, mientras que otras son internacionales. En 2011, existían 40 países que utilizaban tasas sobre las transacciones financieras, recaudando 38.000 millones de dólares (29.000 millones de euros).

## Por países

### España
En España, las autonomías que aún no cuenten con él, podrán aplicar el impuesto sobre depósitos bancarios.

### Perú
En el Perú, en 2001 se han adoptado reglas de precios de transferencia internacional que son compatibles con los lineamientos que establece la OCDE para evitar exponerse a los paraísos fiscales.